# Niaceae
The Niaceae là một họ nấm trong bộ Agaricales. Họ này có 6 chi và 56 loài.